# Open di Francia 1993
L'Open di Francia 1993, la 92ª edizione degli Open di Francia di tennis, si è svolto sui campi in terra rossa dello Stade Roland Garros di Parigi, Francia, dal 24 maggio al 6 giugno 1993.
Il singolare maschile è stato vinto dallo spagnolo Sergi Bruguera, che si è imposto su Jim Courier in cinque set per 6–4, 2–6, 6–2, 3–6, 6–3.
Il singolare femminile è stato vinto dalla tedesca Steffi Graf, che ha battuto in tre set la statunitense Mary Joe Fernández.
Nel doppio maschile si sono imposti i fratelli Luke e Murphy Jensen.
Nel doppio femminile hanno trionfato Gigi Fernández e Nataša Zvereva. 
Nel doppio misto la vittoria è andata a Evgenija Manjukova e Andrej Ol'chovskij.

## Seniors

### Singolare maschile
Sergi Bruguera ha battuto in finale  Jim Courier con il punteggio di 6–4, 2–6, 6–2, 3–6, 6–3.

### Singolare femminile
Steffi Graf ha battuto in finale  Mary Joe Fernández con il punteggio di 4–6, 6–2, 6–4.

### Doppio maschile
Luke Jensen /  Murphy Jensen hanno battuto in finale  Marc-Kevin Goellner /  David Prinosil con il punteggio di 6–4, 6–7, 6–4.

### Doppio Femminile
Gigi Fernández /  Nataša Zvereva hanno battuto in finale  Larisa Neiland /  Jana Novotná con il punteggio di 6–3, 7–5.

### Doppio Misto
Evgenija Manjukova /  Andrej Ol'chovskij hanno battuto in finale  Elna Reinach /  Danie Visser con il punteggio di 6–2, 4–6, 6–4.

## Junior

### Singolare ragazzi
Roberto Carretero ha battuto in finale  Albert Costa con il punteggio di 6–0, 7–6.

### Singolare ragazze
Martina Hingis ha battuto in finale  Laurence Courtois con il punteggio di 7–5, 7–5.

### Doppio ragazzi
Steven Downs /  James Greenhalgh hanno battuto in finale  Neville Godwin /  Gareth Williams con il punteggio di 6–1, 6–1.

### Doppio ragazze
Laurence Courtois /  Nancy Feber hanno battuto in finale  Lara Bitter /  Maaike Koutstaal con il punteggio di 3–6, 6–1, 6–3.